# Římskokatolická farnost Dyjákovice
Římskokatolická farnost Dyjákovice je územní společenství římských katolíků s farním kostelem svatého Michaela archanděla ve znojemském děkanství.

## Historie farnosti
První písemná zmínka o obci je z roku 1278. Farní kostel je zasvěcen archandělu Michaelovi. Byl vystavěn na místě menšího kostela ze 13. století, který již přestal vyhovovat počtu věřících a byl v roce 1757 zbořen. Nový kostel byl vystavěn v letech 1757–1761. 

## Duchovní správci
Od 1. července 2009 je administrátorem excurrendo R. D. Mgr. Pavel Sobotka,který je zároveň členem farního tým FATYM Přímětice-Bítov.
FATYM Přímětice-Bítov je společenství katolických kněží, jáhnů a jejich dalších spolupracovníků. Působí v brněnské diecézi od roku 1996. Jedná se o společnou správu několika kněží nad větším množstvím farností za spolupráce laiků. Mimo to, že se FATYM stará o svěřené farnosti, snaží se jeho členové podle svých sil vypomáhat v různých oblastech pastorace v Česku.

## Bohoslužby
| Kostel                      | Místo      | Bohoslužba (den) | Hodina | Poznámka     |
| --------------------------- | ---------- | ---------------- | ------ | ------------ |
| svatého Michaela archanděla | Dyjákovice | neděle           | 9.30   | farní kostel |

## Aktivity ve farnosti
Dnem vzájemných modliteb farností za bohoslovce a bohoslovců za farnosti brněnské diecéze je 12. prosinec. Adorační den připadá na nejbližší neděli po 11. červnu.
Ve farnosti se pravidelně koná tříkrálová sbírka. V roce 2017 činil její výtěžek v Dyjákovicích 19 535 korun.